# Stazione di Akabane
La stazione di Akabane (赤羽駅?, Akabane-eki) è una stazione ferroviaria di Tokyo ed è la più importante per la zona Kita. Si tratta di una delle principali stazioni dell'area nord della città, dove si uniscono le linee Shōnan-Shinjuku, provenienti dalla parte ovest della città, e la Keihin-Tōhoku, proveniente da quella orientale.

## Storia
La stazione venne aperta il 1º marzo 1885.

## Linee e servizi

### Linee ferroviarie
East Japan Railway Company
■ Linea principale Tōhoku
■ Linea Akabane
■ Linea merci Tōhoku

### Servizi ferroviari
East Japan Railway Company
 Linea Saikyō
 Linea Shōnan-Shinjuku
 Linea Keihin-Tōhoku
 Linea Takasaki
 Linea Utsunomiya

## Struttura
La stazione è realizzata su viadotto, e conta quattro marciapiedi a isola con otto binari passanti. Questi sono collegati al mezzanino sottostante per mezzo di scale mobili, fisse e ascensori.
| 1 | ■ Linea Keihin-Tōhoku       | per Ueno, Tokyo, Yokohama e Ōfuna               |
| 2 | ■ Linea Keihin-Tōhoku       | per Kita-Urawa e Ōmiya                          |
| 3 | ■ Linea Utsunomiya/Takasaki | per Oku e Ueno                                  |
| 4 | ■ Linea Utsunomiya/Takasaki | per Urawa, Ōmiya, Utsunomiya e Takasaki         |
| 5 | ■ Linea Shōnan-Shinjuku     | Ikebukuro, Shinjuku, Yokohama, Odawara e Zushi  |
| 6 | ■ Linea Shōnan-Shinjuku     | per Ōmiya, Kumagaya, Takasaki e Utsunomiya      |
| 7 | ■ Linea Saikyō              | per Ikebukuro, Shinjuku, Shibuya e linea Rinkai |
| 8 | ■ Linea Saikyō              | per Musashi-Urawa Ōmiya e Kawagoe               |

## Stazioni adiacenti
| «                         | Servizio            | »                   |
| Linea Keihin-Tōhoku       | Linea Keihin-Tōhoku | Linea Keihin-Tōhoku |
| ------------------------- | ------------------- | ------------------- |
| Higashi-Jūjō              | Locale              | Kawaguchi           |
| Higashi-Jūjō              | Rapido              | Kawaguchi           |
| Linea Utsunomiya/Takasaki |                     |                     |
| Oku                       | Locale              | Urawa               |
| Oku                       | Rapido pendolari    | Urawa               |
| Ueno                      | Rapido Rabbit       | Urawa               |
| Ueno                      | Rapido Urban        | Urawa               |
| Linea Shōnan-Shinjuku     |                     |                     |
| Ikebukuro                 | Locale              | Urawa               |
| Ikebukuro                 | Rapido              | Urawa               |
| Ikebukuro                 | Rapido speciale     | Urawa               |
| Linea Saikyō              |                     |                     |
| Jūjō                      | Locale              | Kita-Akabane        |
| Jūjō                      | Rapido              | Toda-Kōen           |
| Jūjō                      | Rapido speciale     | Musashi-Urawa       |

- Presso la stazione fermano anche gli espressi limitati Kusatsu, Akagi e Minakami.